# Liste der Biografien/Cheu
Liste der Biografien |
Portal Biografien |
Personensuche
# |
A |
B |
C |
D |
E |
F |
G |
H |
I |
J |
K |
L |
M |
N |
O |
P |
Q |
R |
S |
T |
U |
V |
W |
X |
Y |
Z |
?
 
Ca |
Cb |
Cc |
Ce |
Ch |
Ci |
Cj |
Ck |
Cl |
Cm |
Cn |
Co |
Cr |
Cs |
Ct |
Cu |
Cv |
Cw |
Cy |
Cz
 
Cha |
Chb |
Che |
Chh |
Chi |
Chk |
Chl |
Chm |
Chn |
Cho |
Chr |
Cht |
Chu |
Chv |
Chw |
Chy
 
Chea |
Cheb |
Chec |
Ched |
Chee |
Chef |
Cheg |
Cheh |
Chei |
Chej |
Chek |
Chel |
Chem |
Chen |
Cheo |
Chep |
Cher |
Ches |
Chet |
Cheu |
Chev |
Chew |
Chey |
Chez
Die Liste der Biografien führt alle Personen auf, die in der deutschsprachigen Wikipedia einen Artikel haben. Dieses ist eine Teilliste mit 33 Einträgen von Personen, deren Namen mit den Buchstaben „Cheu“ beginnt.

## Cheu

### Cheui
- Cheuiche, Antônio do Carmo (1927–2009), brasilianischer Ordensgeistlicher, römisch-katholischer Weihbischof in Porto Alegre

### Cheuk
- Cheukoua, Michael (* 1997), kamerunischer Fußballspieler

### Cheul
- Cheula, Giampaolo (* 1979), italienischer Radrennfahrer

### Cheun
- Cheung Chak Chuen (* 1957), hongkong-chinesischer Kanute
- Cheung Ka Wai (* 1999), chinesischer Snookerspieler aus Hongkong
- Cheung, Cecilia (* 1980), chinesische Schauspielerin und Sängerin
- Cheung, Ching Ho (* 1996), hongkong-chinesischer Eishockeytorwart
- Cheung, Chun Wei (1972–2006), niederländischer Ruderer
- Cheung, Cindy (* 1970), US-amerikanische Schauspielerin asiatischer Abstammung
- Cheung, Jacky (* 1961), hongkong-chinesischer Sänger und Schauspieler
- Cheung, Ka Long (* 1997), Florettfechter
- Cheung, Karin Anna (* 1974), US-amerikanische Schauspielerin und Sängerin
- Cheung, King Wai (* 1985), chinesischer Radrennfahrer
- Cheung, King-lok (* 1991), hongkong-chinesischer Radsportler
- Cheung, Leslie (1956–2003), chinesischer Schauspieler
- Cheung, Maggie (* 1964), chinesische FilmschauspielerinMaggie Cheung (* 1964)

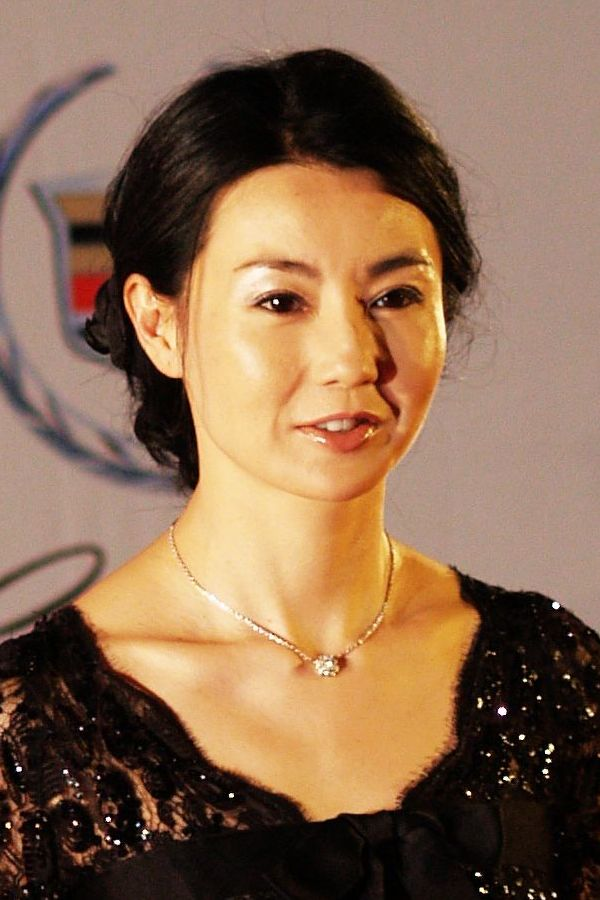
Maggie Cheung (* 1964)

- Cheung, Mischa (* 1984), Schweizer Pianist
- Cheung, Ngan Yi (* 1993), chinesische Badmintonspielerin (Hongkong)
- Cheung, Nick (* 1964), chinesischer Filmregisseur und Schauspieler
- Cheung, Nicola (* 1976), chinesische Schauspielerin und Sängerin
- Cheung, Sai-ho (1975–2011), chinesischer Fußballspieler
- Cheung, Silas (* 1973), britisch-US-amerikanischer Basketballspieler
- Cheung, Steven (* 1984), niederländisch-chinesischer Musiker und Sänger
- Cheung, Tommy (* 1949), chinesischer Politiker und Unternehmer
- Cheung, Tze-keung (1955–1998), Hongkonger Schwerstkrimineller
- Cheung, Wai Yiu (* 1933), chinesisch-US-amerikanischer Biochemiker
- Cheung, Wang Fung (* 1997), chinesischer Hürdenläufer (Hongkong)
- Cheung, Yan (* 1957), chinesische Unternehmerin, reichste Frau Chinas
- Cheung, Ying Mei (* 1994), chinesische Badmintonspielerin (Hongkong)
- Cheung, Yuk (* 1981), chinesischer Tischtennisspieler (Hongkong)

### Cheus
- Cheussey, François-Auguste (1781–1857), französischer Architekt und Dombaumeister

### Cheuv
- Cheuva, André (1908–1989), französischer Fußballspieler und -trainer
- Cheuvront, Ken (* 1961), US-amerikanischer Politiker